# Jahmal McMurray
Jahmal McMurray (Topeka, 23 februari 1997) is een Amerikaans basketballer.

## Carrière
McMurray speelde collegebasketbal voor de South Florida Bulls van 2015 tot 2017. Van 2017 tot 2019 speelde hij voor de Southern Methodist Mustangs. In 2019 werd hij niet gekozen in de NBA draft maar wel in de NBA G-League draft van dat jaar. Hij werd als 21e in de eerste ronde gekozen door de Northern Arizona Suns maar zij ruilden zijn rechten naar de Long Island Nets voor de rechten van Miles Reynolds en Jeremy Senglin. Hij speelde bij de Nets tot in december toen zijn contract werd ontbonden. In januari tekende hij bij de Texas Legends waar zijn contract in februari werd ontbonden.
In 2020 tekende hij bij de Turkse tweedeklasser Ankara Anadolu Basket waar hij een seizoen speelde. In augustus 2021 tekende hij bij de Noorse eersteklasser Kongsberg Miners. In oktober 2021 werd zijn contract ontbonden en werd hij vervangen door Bryan Alberts. In de zomer van 2022 speelde hij voor de Domingo Paulino Santiago in de Dominicaanse Republiek. Hierna tekende hij in oktober 2022 een contract bij de Leuven Bears omdat zij kampten met meerdere blessures, in december 2022 werd zijn contract niet verlengd bij de Bears. In mei 2024 speelde hij in The Basketball League voor Wichita Sky Kings.
McMurray speelde het seizoen 2024/25 voor de Poolse derdeklasser MKKS Żak Koszalin.